# Veel-werelden-interpretatie

Voorbeeld van de Veel-werelden-interpretatie; het experiment met Schrödingers kat heeft na uitvoering twee uitkomsten die elk een eigen tijdlijn hebben gecreëerd. In de ene tijdlijn is de kat overleden en in de andere leeft deze voort. Door het Vlindereffect zullen beide werkelijkheden steeds verder uit elkaar gaan lopen.

De veel-werelden-interpretatie (ook bekend als de interpretatie van Everett, de theorie van de universele golffunctie of de theorie van de parallelle universa) is een interpretatie van de kwantummechanica. Het is een natuurkundige theorie die de objectieve werkelijkheid van de universele golffunctie verdedigt, maar die de realiteit van het instorten van de golffunctie ontkent. Volgens deze theorie bestaan er vele, mogelijk ontelbare parallelle universa. De universa die sterk op elkaar lijken interfereren met elkaar. Deze beperkt meetbare interferentie vormt de basis van deze theorie. Deze zienswijze impliceert dat alle mogelijke alternatieve geschiedenissen en toekomsten reëel zijn mits ze aan de wetten van de natuurkunde voldoen. Ieder daarvan representeert een werkelijke "wereld" (of "universum"). De theorie werd geopperd door de Amerikaanse natuurkundige Hugh Everett als oplossing om de kwantummechanica te doorgronden. Deze is een van de interpretaties van de kwantummechanica en is in tegenspraak met (onder andere) de Kopenhaagse interpretatie.

## Uitleg
In de kwantummechanica wordt gesteld dat de positie van een deeltje of foton niet vastligt maar de positie een waarschijnlijkheid heeft. Men kan de positie wel meten maar meet dan eigenlijk een van de vele waarschijnlijkheden. Je zou kunnen zeggen dat de persoon of meetinstallatie die de meting doet zelf in superpositie is en zich met de meting afgeschermd heeft van de alternatieve waarschijnlijkheden. Hetzelfde geldt voor een foton. Elke keer dat een foton ontstaat bevindt deze zich in eerste instantie in superpositie. Het foton is dan gepolariseerd maar deze polarisatie is dan tegelijkertijd verticaal als horizontaal. Op het moment dat deze foton interfereert met een ander deeltje, dan vervalt deze in een verticale of horizontale polarisatie en is de superpositie voorbij. Zodra zo'n superpositie vervalt dan wordt de tijdlijn specifieker. Stel nu dat het zo is dat de golffunctie op zo'n moment niet instort, maar zich splitst dan betekent dit dat er twee onafhankelijke werkelijkheden zijn ontstaan. Een met een horizontaal en een met een verticaal gepolariseerd foton. Deze splitsing vindt volgens de theorie niet plaats doordat het foton haar superpositie verloren heeft maar doordat alles dat met dit foton verstrengeld is geraakt; de zonnebril, het meetinstrument, de atomen waarmee het interactie heeft gehad en alles en iedereen die hier weer mee verbonden is (de hele wereld dus) in superpositie is geraakt. Bij elke meting of interactie worden allerlei mogelijke toekomstscenario's uitgefilterd en is de toekomst weer iets specifieker geworden. Dit betekent dat de tijdlijn niet 1 vast gegeven is waarin alle gebeurtenissen zich op maar 1 manier voltrekken, maar bij iedere ineenstorting van een golffunctie splitst de lijn zich in twee of meerdere alternatieve tijdlijnen.
Volgens de veel-werelden-interpretatie vinden er op kwantumniveau doorlopend kleine splitsingen van de werkelijkheid plaats met langzaamaan steeds grotere gevolgen waardoor er ontelbare, van elkaar verschillende werkelijkheden bestaan. Deze tijdlijnen zullen in eerste instantie nauwelijks van elkaar verschillen omdat de polarisatie van een foton geen noemenswaardig effect zal hebben. Deze splitsingen vinden echter doorlopend plaats, bij elk foton en atoom dat haar superpositie verliest en mogelijk ook elke keer dat een atoom wel of geen radioactief verval heeft. Al deze kleine alternatieven brengen kleine veranderingen teweeg die na verloop van tijd exponentieel uitgroeien tot grote zichtbare verschillen, volgens het vlindereffect, waardoor de vele werkelijkheden steeds meer van elkaar zullen gaan verschillen. Met de oerknal ontstond er een werkelijkheid maar door de interactie tussen alle materie en fotonen ontstonden er alternatieve werkelijkheden. Of mogelijk ontstonden destijds alle parallelle werelden en gingen deze door de interactie steeds meer van elkaar verschillen. De vraag hierbij is of er een eindig of oneindig aantal werkelijkheden bestaat. Mogelijk zijn er werkelijkheden waarin de aarde nooit ontstaan is of waarin het Romeinse Rijk nog steeds bestaat. In een andere werkelijkheid is de mensheid allang naar andere sterrenstelsels is gereisd. Daarnaast zullen er werkelijkheden zijn die slechts op details van de onze verschillen. Soms zal het verschil slechts de positie van een enkel atoom zijn. In een andere werkelijkheid draagt de lezer van dit artikel slechts een andere trui of is nu net boodschappen aan het doen.

## Experiment

Het tweespletenexperiment

Er is een experiment dat als aanwijzing wordt gezien dat de golffunctie niet instort en er meerdere werkelijkheden zijn. De basis hiervan is het tweespletenexperiment, dat reeds in 1802 uitgevoerd werd. Hierbij laat men met een laser licht op twee smalle, dicht op elkaar geplaatste spleten schijnen waarna het verkregen patroon op de achtergrond geobserveerd wordt. Men zou verwachten dat er dan op de achter de twee spleten twee lichte streepjes te zien zouden zijn maar in werkelijkheid is er een heel patroon aan strepen te zien. Het lijkt alsof de fotonen met elkaar interfereren. Wanneer dit experiment herhaald wordt met een laser die uitgerust is met een filter en hierdoor slechts een enkel foton tegelijk doorlaat dan zouden de fotonen niet meer met elkaar kunnen interfereren. Uit metingen blijkt echter dat het patroon met de vele strepen nog steeds verschijnt. Elk foton interfereert dus met zichzelf. Volgens de veel-werelden-interpretatie interfereert zo'n foton juist met een iets andere versie van zichzelf. Parallelle werelden die nauwelijks van elkaar verschillen interfereren nog met elkaar maar hoe meer ze met elkaar verschillen hoe minder sterk die interferentie zal zijn.

## Filosofie
Behalve in de natuurkunde heeft deze interpretatie ook gevolgen voor o.a. de filosofie en zelfs ethiek zoals de definitie van wat vrije wil is. Zelfs theologische definities over zaken als predestinatie moeten dan heroverwogen worden. Als er meerdere parallelle werelden bestaan roept het de vraag op of deze allemaal echt zijn of dat er toch maar een wereld of tijdlijn is die de echte zou zijn. Tegelijk zou deze vraag als onzinnig gezien kunnen worden. Alle tijdlijnen zouden als echt gezien kunnen worden en in elke tijdlijn zal men zich vroeg of laat afvragen of men zich in een echte tijdlijn bevindt en of de andere tijdlijnen echt zijn. De kwantummechanica zelf wordt vaak als argument gebruikt dat het heelal niet causaal deterministisch is. Op een bepaalde manier zou men kunnen stellen dat het heelal met de veel-werelden-interpretatie juist wel weer deterministisch is. Alle mogelijke uitkomsten vinden immers parallel aan elkaar plaats. Daarnaast roept het de vraag op of tijdreizen mogelijk kan zijn zonder last te hebben van de grootvaderparadox. Een tijdreiziger zou bij aankomst in het verleden wellicht gewoon nieuwe splitsingen van de werkelijkheid veroorzaken. Everett stelde dat er ergens een parallelle wereld zou moeten zijn waar hij de door allerlei toevalligheden nooit zou verouderen en eeuwig voort zou leven.

## Kritiek
Een belangrijk kritiekpunt is dat de veel-werelden-interpretatie niet falsifieerbaar is, het is niet aan te tonen dat deze niet klopt. De parallelle werelden zijn niet te meten of aan te tonen. De theorie biedt ook geen antwoord op de vraagstukken van de kwantumgravitatie. Een ander kritiekpunt is dat de splitsing in twee werkelijkheden op de schaal van een enkel deeltje wellicht mogelijk is maar of dit voor een heel voorwerp ook mogelijk is, is onderwerp van discussie. Als de theorie wel klopt dan zou het betekenen dat er parallelle werelden zijn waar dingen gebeuren die ondanks dat ze natuurkundig kunnen plaatsvinden, statistisch onmogelijk zijn.

## Gedachte-experimenten
Aan de veel-werelden-interpretatie zijn een aantal gedachte-experimenten verbonden:
- Variant op Schrödingers kat: Volgens dit experiment wordt een kat in een afgesloten, geïsoleerde ruimte gezet. In de ruimte bevindt zich een capsule met gifgas en een mechaniek om deze te breken. Dit mechaniek wordt bediend door een detector die een kwantum-effect detecteert, in dit geval het radioactief verval van een enkel atoom. De kans dat dit verval plaatsvindt in een bepaalde periode is vijftig procent. Als dit gebeurt, wordt de capsule gebroken en sterft de kat. Zolang de ruimte gesloten blijft is het lot van de kat voor het baasje onduidelijk. De kat is dus eigenlijk in superpositie, want dood en levend tegelijkertijd. Pas wanneer de ruimte geopend wordt, wordt de eigenaar geconfronteerd met het lot van de kat. Volgens de veel-werelden-interpretatie zijn er echter twee werkelijkheden ontstaan, een wereld met een levende kat en blij baasje en een parallelle wereld met een dode kat, een verdrietig baasje en mogelijk een nieuwe kat die uit het asiel gehaald wordt. Het verval van een enkel atoom zal in een andere situatie niet veel effect hebben op de werkelijkheid maar de dode kat wel degelijk en een vlindereffect in gang zetten.
- Variant op Wigner's vriend: Wigner's vriend (Wigner's friend) is een gedachte-experiment, geopperd door Eugene Wigner waarin twee onderzoekers een meting doen, de eerste meet iets, de ander meet welke uitkomst de eerste heeft gedaan. Volgens David Deutsch zou de eerste onderzoeker, in een volledig afgesloten laboratorium een meting van een kwantumeffect moeten doen. Omdat het lab volledig afgesloten is zou dit lab hierna zelf in superpositie raken en kan dit onderzocht worden door de tweede onderzoeker. Als deze beide laboratoria kan laten interfereren dan zou dit duiden op een splitsing van de tijdlijnen. Het is echter nog niet mogelijk om een groot voorwerp dusdanig te isoleren dat het in superpositie kan komen en ook niet om de interferentie te meten.
- Kwantumzelfmoord & onsterfelijkheid: Dit is een opmerkelijk gedachte-experiment, geïnspireerd op Schrödingers kat maar dan net andersom. Hugh Everett schijnt dit privé besproken te hebben maar heeft er nooit iets over op papier gezet. Hij stelde ook dat het maar beter niet echt uitgevoerd kan worden. Om statistisch aan te tonen dat de interpretatie correct is, zou een onderzoeker zélf een soortgelijk zelfmoordapparaat moeten gebruiken dat net als bij de kat door een kwantum-effect aangestuurd wordt. Dit apparaat zou de onderzoeker zo snel moeten uitschakelen dat deze het niet eens merkt en de dood zou pijnloos moeten zijn. Bijvoorbeeld een krachtige bom waar deze persoon naast gaat zitten. Elke seconde (of vaker) wordt a.d.h.v. een kwantum-effect bepaald of het apparaat wordt ingeschakeld en heeft de persoon 50% kans om te overleven. Elke keer splits het universum zich in een werkelijkheid waarin de onderzoeker sterft en een waarin deze overleeft. Nadat het apparaat lange tijd (een uur of een dag) aan heeft gestaan schakelt deze persoon het apparaat weer uit. Deze beseft nu dat deze een statistische kans van vrijwel nul had om dit te overleven en dus in een van de schaarse parallelle universa terecht is gekomen waar deze wél heeft overleefd.